# エステラ・ロドリゲス
エステラ・ロドリゲス（Estela Rodríguez Villanueva 1967年11月12日- 2022年4月10日）は、キューバの柔道選手。現役時代は72kg超級の選手。身長186 cm。体重135 kg。

## 生涯
サンティアーゴ・デ・クーバ出身。重量級のトップレベルの選手として活躍していた。世界選手権では2度優勝しているが、オリンピックではバルセロナの決勝で荘暁岩に一本負け、アトランタの決勝では孫福明に有効負けして、それぞれ2位に終わる。アトランタでは試合後のドーピング検査でフロセミドの陽性反応が出ながらも、IOCはロドリゲスを戒告処分にとどめてメダルを剥奪することはなかった。

## 主な戦績
- 1987年 - パンアメリカン競技大会 72kg超級 3位 無差別 2位
- 1987年 - 世界選手権 無差別 7位
- 1989年 - 世界選手権 72kg超級 5位 無差別 優勝
- 1990年 - パンナム選手権 優勝
- 1991年 - フランス国際 3位
- 1991年 - ブルガリア国際 優勝
- 1991年 - ドイツ国際 3位
- 1991年 - 世界選手権 72kg超級 5位 無差別 2位
- 1991年 - パンアメリカン競技大会 72kg超級 優勝 無差別 優勝
- 1992年 - フランス国際 優勝
- 1992年 - ブルガリア国際 優勝
- 1992年 - ドイツ国際 3位
- 1992年 - バルセロナオリンピック 2位
- 1992年 - パンナム選手権 優勝
- 1992年 - アメリカ国際 72kg超級 優勝 無差別 3位
- 1992年 - 福岡国際 優勝
- 1993年 - 福岡国際 3位
- 1994年 - フランス国際 3位
- 1994年 - オーストリア国際 優勝
- 1994年 - ドイツ国際 3位
- 1995年 - 世界選手権 無差別 3位
- 1995年 - 福岡国際 無差別 優勝
- 1996年 - フランス国際 2位
- 1996年 - オーストリア国際 優勝
- 1996年 - アトランタオリンピック 2位